# IC 5026
IC 5026 ist eine Spiralgalaxie in Kantenstellung vom Hubble-Typ Scd im Sternbild Oktant am Südsternhimmel. Sie ist schätzungsweise 117 Millionen Lichtjahre von der Milchstraße entfernt und hat einen Durchmesser von etwa 80.000 Lichtjahren.
Das Objekt wurde am 22. September 1900 vom US-amerikanischen Astronomen DeLisle Stewart entdeckt.